# 茄子溪站
茄子溪站位于重庆市大渡口区茄子溪街道，是成渝铁路上车站，离重庆站21公里，离成都站483公里。车站建于1952年，曾经为重庆市区的危险品办理站，后改至伏牛溪站办理:318,321。车站目前为成都铁路局兴隆场车站管辖的四等站，每日有2列慢车停靠，货运仅办理专用线、专用铁路货运业务，设有通往国家粮食和物资储备局四川局四三六处、重庆万吨冷储物流有限公司、中铁十七局集团第四工程有限公司重庆物流分公司和重庆兴盛煤炭工业物资有限公司的专用线。
未来成渝铁路重庆至江津区间将实施增建二线工程，本站作为中间站之一届时将停靠重庆至江津的市郊列车。2024年6月15日起，车站停办客运业务。

## 图片

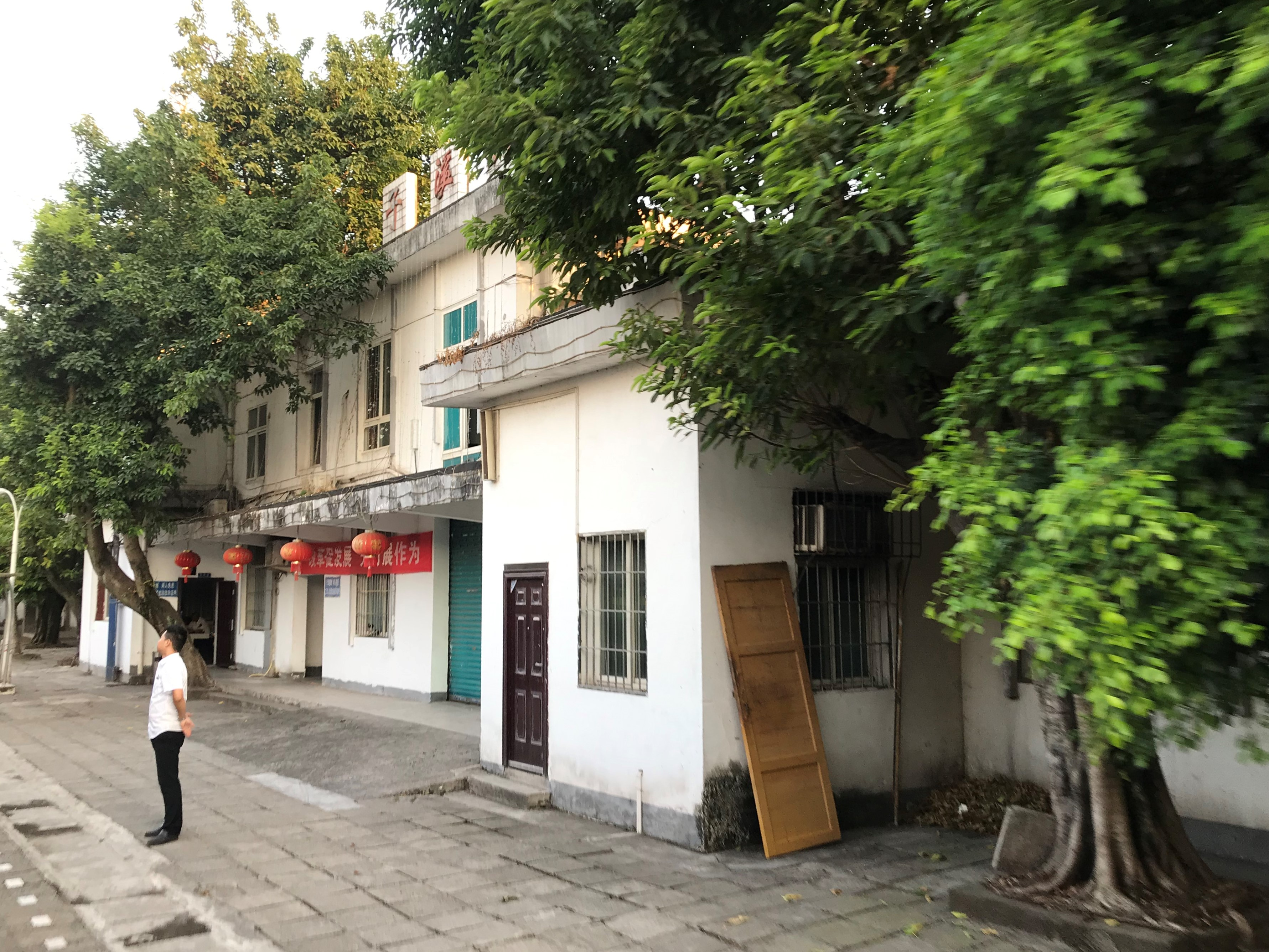
站房
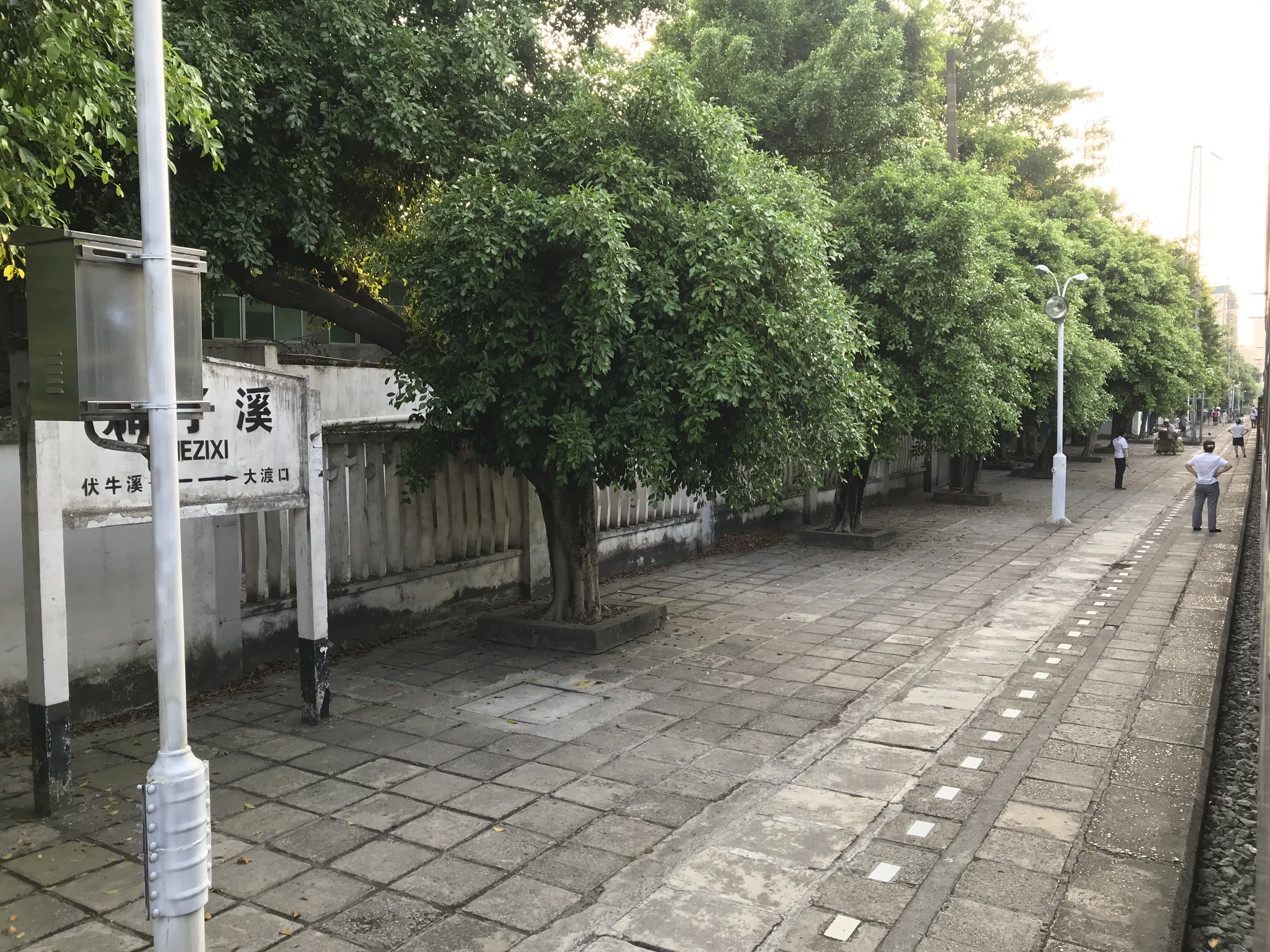
站台
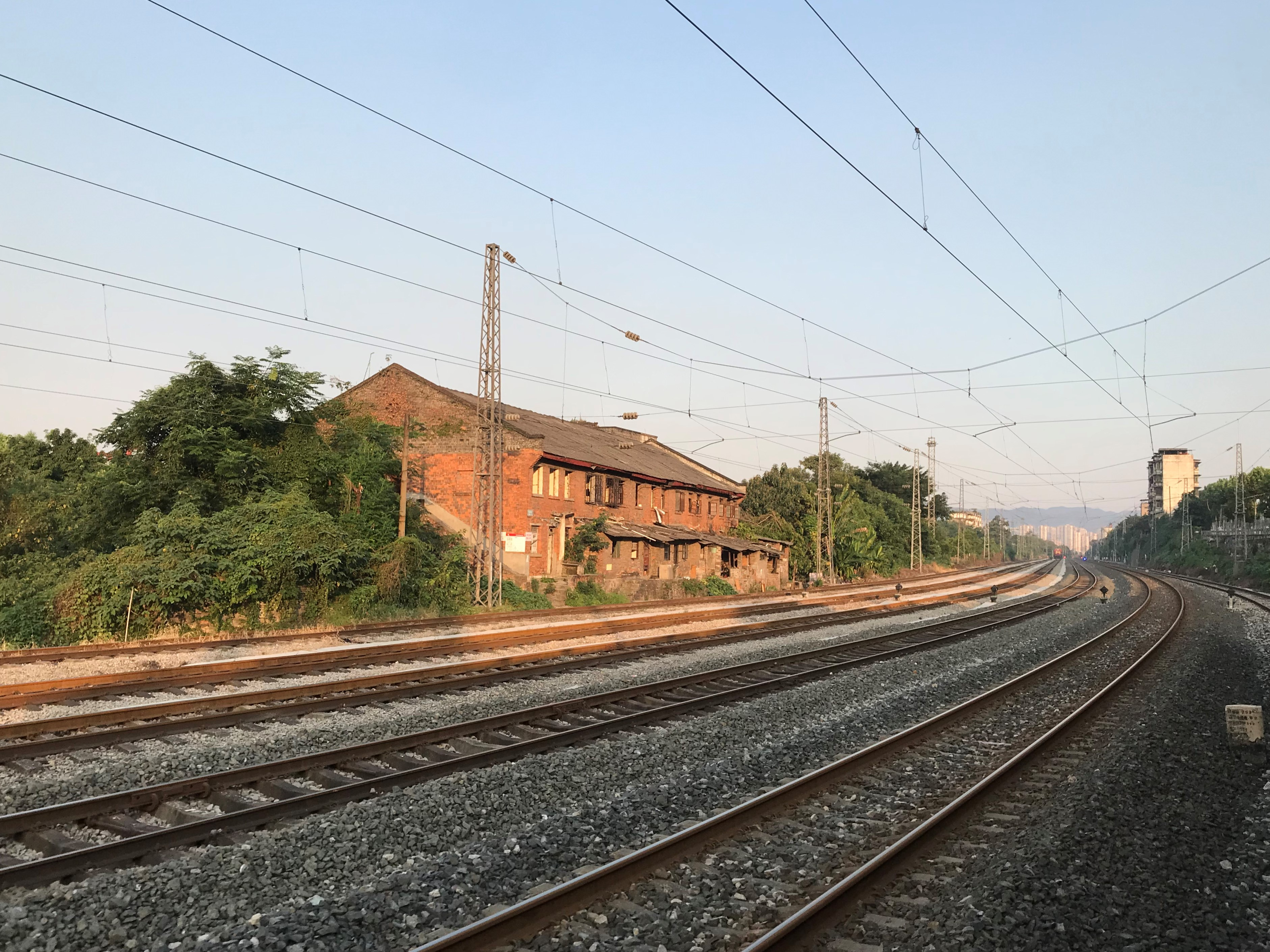
站场（上行方向）
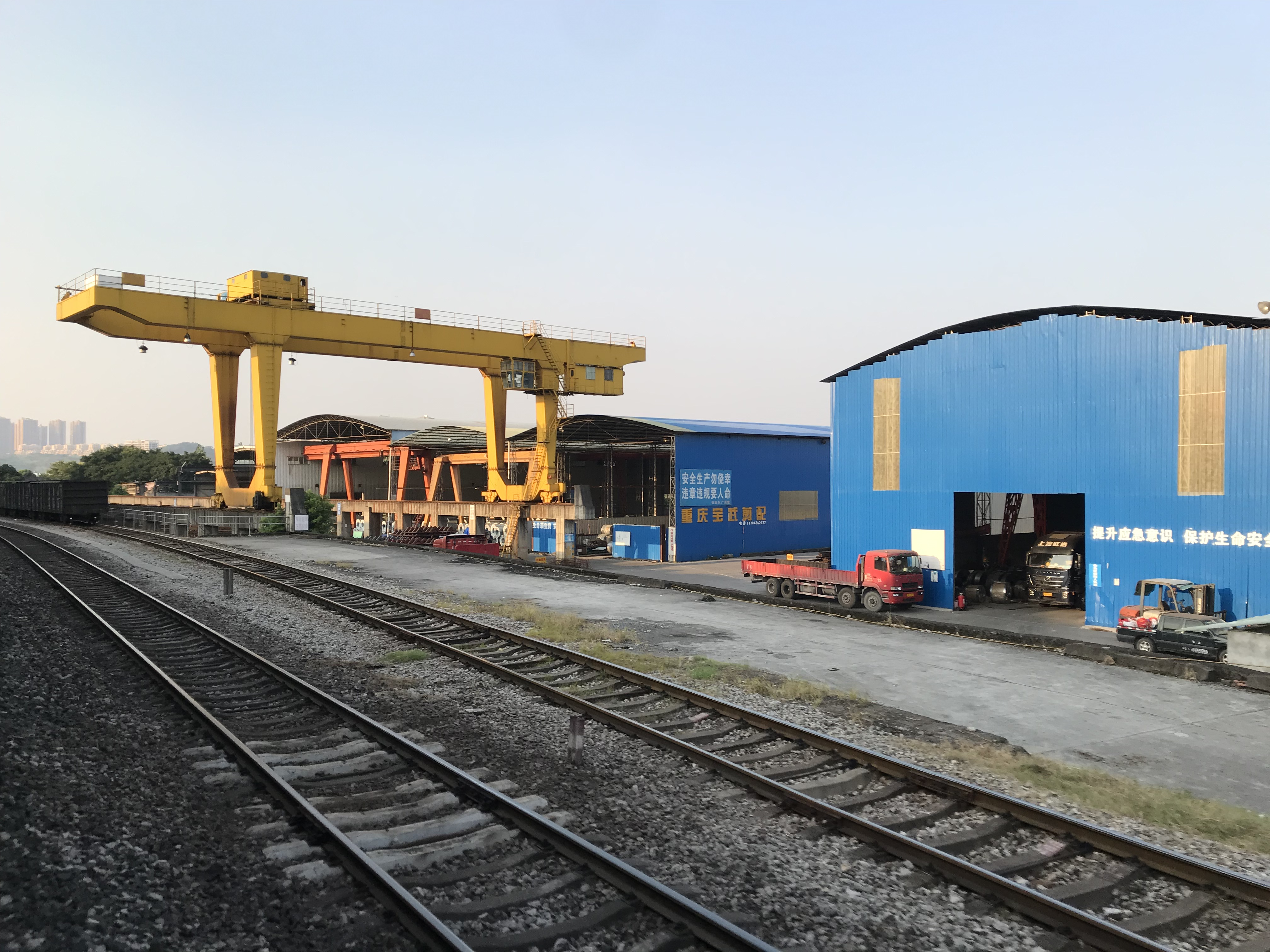
货场